# Logoterapija
Logoterapija (grško logos = smisel) je psihoterapevtska metoda, ki jo je v 30. letih 20. stoletja utemeljil Viktor Emil Frankl (1905 - 1997). Osredotoča se na smisel človeškega bivanja in na posameznikovo iskanje tega smisla. Volja do smisla je eno temeljnih človeških gonil, ki motivira delovanja v kontekstu človekove duhovne razsežnosti, saj se razlikuje od primarne motivacije potreb ali nagonov. Logoterapija se ukvarja predvsem z nevrotičnimi motnjami, ki so posledica bivanjske praznote (oz. zavrtosti, prikrajšanosti - tj. pomanjkanje občutka, da je življenje smiselno) in skuša pacientu najti življenjski smisel.
Logoterapevtski tehniki, ki jih je utemeljil Viktor Frankl, sta:
- derefleksija (namerna nepozornost) - pacientova pretirana pozornost (hiperrefleksija, preko katere posameznik precenjuje pomen negativnih malenkosti, ki pogojuje bolezensko simptomatiko, se odpravi tako, da se pacientovo pozornost močno preusmeri v pozitivne smisle njegovega življenja - ta metoda temelji na preseganju samega sebe.
- paradoksna intenca (nasprotna namera) - največkrat je uporabljana za terapijo posameznika pri tesnobnih in prisilnih nevrozah - temelji na odmiku od samega sebe. Z nasprotno namero  prekinemo začarani krog pričakovane bojazni in bolezenskega simptoma tako, da si (paradoksalno) sami želimo priklicati predmet bojazni. Izsiljena in pretirana namera namreč onemogoči realizacijo močne želje.